# Тивидівка
Тивидівка (біл. вёска Цівідаўка) — село в складі Молодечненського району Мінської області, Білорусь. Село підпорядковане Тюрлівській сільській раді, розташоване в західній частині області.